# Microsynodontis
Microsynodontis és un gènere de peixos de la família dels mochòkids i de l'ordre dels siluriformes.

## Taxonomia
- Microsynodontis armatus (Ng, 2004)[2]
- Microsynodontis batesii (Boulenger, 1903)[3][4]
- Microsynodontis christyi (Ng, 2004)[2]
- Microsynodontis emarginatus (Ng, 2004)[2]
- Microsynodontis hirsutus (Ng, 2004)[2]
- Microsynodontis laevigatus (Ng, 2004)[2]
- Microsynodontis lamberti (Poll & Gosse, 1963)[5]
- Microsynodontis nannoculus (Ng, 2004)[2]
- Microsynodontis nasutus (Ng, 2004)[2]
- Microsynodontis notatus (Ng, 2004)[2]
- Microsynodontis polli (Lambert, 1958)[6]
- Microsynodontis vigilis (Ng, 2004)[2][7][8][9][10][11][12][13]